# Серхио Борис
Серхио Борис Гонсалес Монтеагудо (исп. Sergio Boris González Monteagudo; 26 мая 1980, Авиле, Испания) — испанский футболист, выступающий на позиции защитника.

## Карьера
Серхио родился в Авиле, Астурия, и был выпускником молодежной команды местной «Реал Овьедо». Он появился в первой команды лишь однажды в течение 1998—1999 годов, дебютировав в Ла-Лиге в домашнем поражении от «Валенсии» (0:3). Тем не менее, в последующих сезонах Серхио стал основным игроком, вплоть до вылета клуба из высшего дивизиона в 2001 году.
Затем Серхио присоединился к «Реал Сосьедад», став историческим подписанием, поскольку он был первым испанским игроком не из Страны Басков за последние 35 лет. После появления в 25 играх в серебряном сезоне «Реала», в течение следующих лет он почти не играл за клуб, а в 2004—05 годах он без особого успеха побывал в аренде в «Кордобе» (Cегунда), из которой он был отчислен спустя всего два месяца.